# Beasts of No Nation
Beasts of No Nation è un film del 2015 scritto e diretto da Cary Fukunaga, basato sul romanzo Bestie senza una patria (Beasts of No Nation) dello scrittore statunitense di origine nigeriana Uzodinma Iweala.
Il film racconta la storia di Agu, interpretato dall'esordiente Abraham Attah, costretto a diventare un bambino soldato sotto la guida del Comandante, interpretato da Idris Elba che per questo ruolo ha vinto uno Screen Actor Guild Award come migliore attore non protagonista ed è stato candidato anche a un Golden Globe e a un Premio BAFTA. Il giovane Abraham Attah ha vinto il Premio Marcello Mastroianni come miglior attore emergente al Festival del Cinema di Venezia.

## Trama
In un paese non specificato dell'Africa occidentale, con la guerra che incombe sul loro villaggio, la madre, la sorella, e il fratello più piccolo del giovane Agu (protagonista della storia), partono per la capitale. Tuttavia Agu, suo padre, suo fratello maggiore e suo nonno restano indietro. Tutti i membri della famiglia vengono giustiziati eccetto Agu che, rimasto solo, fugge nella foresta. Il giovane viene presto scoperto dai ribelli della NDF (Native Defense Force), che lo costringono ad unirsi a loro e a diventare un bambino soldato.
Poco dopo aver sottoposto le nuove reclute ad un sanguinario rito di iniziazione, il Comandante costringe Agu ad uccidere un uomo disarmato: è solo il primo di numerosi atti di violenza che Agu sarà costretto a commettere. Essendo costretto a lasciarsi la sua infanzia alle spalle, Agu ripensa al suo passato: la sua famiglia, la sua infanzia, e la sua abitudine di leggere la Bibbia ogni giorno. Vivendo nella paura che Dio lo odi per aver ucciso delle persone, Agu fa presto amicizia con un ragazzo muto di nome Strika e, insieme a lui e agli altri membri della NDF, affronta i crimini e le difficoltà della guerra: il saccheggio, lo stupro, la morte e la fame.
Agu perde la cognizione del tempo, mantenendo soltanto la consapevolezza che un tempo era un bambino, ma che la guerra lo sta trasformando in un uomo attraverso un processo apparentemente senza fine. Vorrebbe smettere di uccidere, ma teme che così facendo si farà uccidere dal Comandante, un uomo brutale che non fa altro che manipolarlo.
Dopo diverso tempo, Agu e i suoi compagni abbandonano il Comandante e si consegnano volontariamente all'esercito delle Nazioni Unite dove vengono affidati ad un centro di riabilitazione per bambini soldato che hanno subito traumi legati alla guerra. Parlando con la sua consulente, Agu dichiara di aver fatto delle cose terribili, evitando però di rivelarne i dettagli. Afferma invece che prima della guerra era un bravo ragazzo proveniente da una buona famiglia, che lo ha amato e si è preso cura di lui. La scena finale mostra Agu che finalmente si unisce agli altri ragazzi, che nuotano e giocano nell'oceano.

## Produzione
Fukunaga si è dedicato alla scrittura della sceneggiatura per quasi sette anni dopo aver letto il romanzo di Iweala dichiarando di averne apprezzato molto lo stile elegante e conciso del racconto.
I dialoghi sono molto fedeli a quelli del romanzo scritto in una forma più leggera di inglese nigeriano noto come Krio.
Il 20 agosto 2013, Idris Elba si è unito al cast e da lì pian piano tutti gli altri attori.
Il 5 giugno 2014 sono iniziate le riprese principali nella regione orientale del Ghana nei luoghi di Koforidua e Ezile Bay ad Akwidaa

## Distribuzione
Il film è stato presentato, in anteprima e in concorso, alla 72ª Mostra internazionale d'arte cinematografica di Venezia il 3 settembre 2015, successivamente verrà presentato al Toronto International Film Festival. A partire dal 16 ottobre 2015 è stato distribuito contemporaneamente nelle sale cinematografiche statunitensi e sul servizio video on demand Netflix.

## Riconoscimenti
- 2015 - Mostra internazionale d'arte cinematografica di Venezia
  - Premio Marcello Mastroianni al miglior attore emergente a Abraham Attah
  - Candidatura al Leone d'oro a Cary Fukunaga
- 2015 - National Board of Review Award
  - Miglior performance rivelazione maschile a Abraham Attah
  - NBR Freedom of Expression Award
- 2016 - Independent Spirit Awards
  - Miglior attore protagonista a Abraham Attah
  - Miglior attore non protagonista a Idris Elba
  - Candidatura a Miglior film
  - Candidatura a Miglior regista a Cary Fukunaga
  - Candidatura a Miglior fotografia a Cary Fukunaga
- 2015 - African-American Film Critics Association[6]
  - Migliori dieci film
- 2016 - Golden Globe
  - Candidatura a Miglior attore protagonista a Idris Elba
- 2016 - Screen Actors Guild Award
  - Miglior attore non protagonista a Idris Elba
  - Candidatura a Miglior cast cinematografico
- 2016 - British Academy Film Awards
  - Candidatura a Miglior attore protagonista a Idris Elba